# Macheri, Kadur
Macheri là một làng thuộc tehsil Kadur, huyện Chikmagalur, bang Karnataka, Ấn Độ.